# Antonio Buscè
Antonio Buscè (Gragnano, 12 dicembre 1975) è un allenatore di calcio ed ex calciatore italiano, di ruolo centrocampista, tecnico del Cosenza.

## Caratteristiche tecniche
Centrocampista esterno destro, poteva essere impiegato anche in fase difensiva.
Pur giocando in zone del campo lontane dalla porta avversaria, riusciva a segnare ogni anno un buon numero di gol, soprattutto negli anni passati al Lumezzane e all'Empoli.

## Carriera

### Giocatore

Buscè al Lumezzane nel campionato 1999-2000

È cresciuto calcisticamente nel Sant'Aniello, una squadra di Gragnano. In seguito ha giocato nel Ravenna, dove in due stagioni fra Serie B e serie C1 ha disputato solo 3 partite. È stato acquistato poi dal Baracca Lugo, dove ha disputato tre campionati di Serie C2 da titolare, per poi ritornare in Serie C1 con la maglia del Padova.
Con i biancorossi è rimasto soltanto un anno, fino al trasferimento al Lumezzane, squadra con cui ha giocato per tre stagioni in Serie C1 realizzando 20 reti.
È stato poi ceduto all'Empoli, squadra di Serie A. L'esordio in massima serie è avvenuto il 14 settembre 2002, nella vittoriosa partita contro il Como terminata 2-0.
Il 22 luglio 2009 ha firmato un contratto biennale con la Reggina, dove è rimasto fino al 13 gennaio 2010, quando venne ceduto al Bologna in cambio di Giacomo Tedesco.
Ha esordito in rossoblu il 17 gennaio 2010, in occasione di Fiorentina-Bologna, infortunandosi ma contribuendo comunque alla vittoria della sua squadra. Il suo rientro in squadra è avvenuto da titolare il 7 febbraio 2010, in occasione di Bologna-Milan. Da quel momento in poi ha trovato spesso spazio nell'undici titolare, inanellando una serie di buone prestazioni.
Durante la vittoria esterna del Bologna a Livorno ha colpito un palo e in occasione del 1-2 interno contro la Juventus ha segnato l'unico gol felsineo, risultando il migliore in campo.
Il giocatore si è confermato fondamentale negli schemi di gioco bolognesi disputando un'ottima partita, condita con la seconda segnatura rossoblu, in occasione della vittoriosa trasferta di Genova del 28 febbraio 2010. Alla fine della stagione 2010-2011, scaduto il suo contratto con il Bologna, ha firmato un contratto annuale con l'Empoli, contribuendo alla salvezza in Serie B degli azzurri con 5 reti in 33 partite.
Rimasto svincolato, l'8 agosto 2012 ha firmato con il Pisa in Lega Pro Prima Divisione, ritirandosi dall'attività agonistica al termine del campionato, in cui ha dato un grande contributo al raggiungimento della finale play off (poi persa contro il Latina).

### Allenatore

#### Gli inizi
Dopo il ritiro, nel 2013 Buscè è entrato a far parte dello staff tecnico del settore giovanile dell'Empoli, guidando da allenatore, nel giro di tre anni, prima gli Esordienti, poi i Giovanissimi Regionali, con cui ha vinto il titolo regionale nella stagione 2014-2015, ed infine l'Under-15 dell'Empoli.
Nella stagione 2017-2018, è passato alla guida dell'Under-17. Nell'annata successiva, invece, è passato alla guida dell’Under-16, con cui ha vinto il titolo nazionale.
Nell'estate del 2019, è stato nominato nuovo allenatore della Primavera empolese, concludendo la sua prima stagione al settimo posto, prima della sospensione del campionato per l'emergenza COVID-19. Nella stagione seguente, invece, ha guidato i giovani azzurri alla vittoria del campionato, arrivata in seguito al successo in finale sull'Atalanta.

#### Vibonese e Rimini
Dopo altre due annate alla guida della Primavera, il 1º luglio 2023 Buscè ha ufficialmente lasciato l'Empoli dopo dieci anni, per poi essere ingaggiato come nuovo allenatore della Vibonese, in Serie D. Nella sua prima stagione, ha guidato il club calabrese al terzo posto nel Girone I, prima dell'eliminazione al primo turno dei play-off.
Il 26 maggio 2024, è stato annunciato il suo ingaggio come tecnico del Rimini, in Serie C, con cui ha firmato un contratto annuale, valido a partire dal 1º luglio seguente, con opzione per un'ulteriore stagione. Con la squadra romagnola vince la Coppa Italia Serie C contro la Giana Erminio e si piazza al nono posto nella classifica regolare per poi essere eliminato al primo turno dei play-off nazionali per mano della Vis Pesaro. Qualche giorno dopo la gara contro i marchigiani, la società comunica che il rapporto di collaborazione con il tecnico si sarebbe chiuso alla naturale scadenza del contratto, ovvero il 30 giugno 2025.

#### Cosenza
Il 14 luglio 2025, Buscè viene ingaggiato come nuovo allenatore del Cosenza, neo-retrocesso in Serie C, con cui sottoscrive un accordo annuale, con opzione per un'ulteriore stagione.

## Attività extra sportive
Il 2 maggio 2014 si è candidato come consigliere comunale alle elezioni amministrative del comune di Empoli, facendo parte della lista civica che sosteneva la candidatura a primo cittadino di Damasco Morelli. Non è riuscito ad essere eletto.

## Statistiche

### Presenze e reti nei club
| Stagione            | Squadra             | Campionato          | Campionato | Campionato | Coppe nazionali | Coppe nazionali | Coppe nazionali | Coppe continentali | Coppe continentali | Coppe continentali | Altre coppe | Altre coppe | Altre coppe | Totale | Totale |
| Stagione            | Squadra             | Comp                | Pres       | Reti       | Comp            | Pres            | Reti            | Comp               | Pres               | Reti               | Comp        | Pres        | Reti        | Pres   | Reti   |
| ------------------- | ------------------- | ------------------- | ---------- | ---------- | --------------- | --------------- | --------------- | ------------------ | ------------------ | ------------------ | ----------- | ----------- | ----------- | ------ | ------ |
| 1993-1994           | Ravenna             | B                   | 2          | 0          | CI              | 0               | 0               | -                  | -                  | -                  | -           | -           | -           | 2      | 0      |
| 1994-1995           | Ravenna             | C1                  | 1          | 0          | CI              | 0               | 0               | -                  | -                  | -                  | -           | -           | -           | 1      | 0      |
| Totale Ravenna      | Totale Ravenna      | Totale Ravenna      | 3          | 0          |                 | 0               | 0               |                    | -                  | -                  |             | -           | -           | 3      | 0      |
| 1995-1996           | Baracca Lugo        | C2                  | 26         | 0          | -               | -               | -               | -                  | -                  | -                  | -           | -           | -           | 26     | 0      |
| 1996-1997           | Baracca Lugo        | C2                  | 34         | 5          | -               | -               | -               | -                  | -                  | -                  | -           | -           | -           | 34     | 5      |
| 1997-1998           | Baracca Lugo        | C2                  | 34         | 1          | -               | -               | -               | -                  | -                  | -                  | -           | -           | -           | 34     | 1      |
| Totale Baracca Lugo | Totale Baracca Lugo | Totale Baracca Lugo | 94         | 9          |                 | -               | -               |                    | -                  | -                  |             | -           | -           | 94     | 9      |
| 1998-1999           | Padova              | C1                  | 31         | 5          | CI+CI-C         | 3+0             | 0               | -                  | -                  | -                  | -           | -           | -           | 34     | 5      |
| 1999-2000           | Lumezzane           | C1                  | 32         | 8          | CI+CI-C         | 4+0             | 0               | -                  | -                  | -                  | -           | -           | -           | 36     | 8      |
| 2000-2001           | Lumezzane           | C1                  | 29         | 5          | CI-C            | 2               | 0               | -                  | -                  | -                  | -           | -           | -           | 29     | 5      |
| 2001-2002           | Lumezzane           | C1                  | 31         | 7          | CI+CI-C         | 3+0             | 0               | -                  | -                  | -                  | -           | -           | -           | 34     | 7      |
| Totale Lumezzane    | Totale Lumezzane    | Totale Lumezzane    | 82         | 20         |                 | 9               | 0               |                    | -                  | -                  |             | -           | -           | 91     | 20     |
| 2002-2003           | Empoli              | A                   | 31         | 3          | CI              | 7               | 0               | -                  | -                  | -                  | -           | -           | -           | 38     | 3      |
| 2003-2004           | Empoli              | A                   | 31         | 1          | CI              | 0               | 0               | -                  | -                  | -                  | -           | -           | -           | 31     | 1      |
| 2004-2005           | Empoli              | B                   | 41         | 5          | CI              | 3               | 0               | -                  | -                  | -                  | -           | -           | -           | 44     | 5      |
| 2005-2006           | Empoli              | A                   | 37         | 3          | CI              | 2               | 0               | -                  | -                  | -                  | -           | -           | -           | 39     | 3      |
| 2006-2007           | Empoli              | A                   | 35         | 4          | CI              | 0               | 0               | -                  | -                  | -                  | -           | -           | -           | 35     | 4      |
| 2007-2008           | Empoli              | A                   | 30         | 2          | CI              | 1               | 0               | CU                 | 0                  | 0                  | -           | -           | -           | 31     | 2      |
| 2008-2009           | Empoli              | B                   | 37+2       | 6          | CI              | 3               | 0               | -                  | -                  | -                  | -           | -           | -           | 42     | 0      |
| 2009-gen. 2010      | Reggina             | B                   | 16         | 1          | CI              | 2               | 0               | -                  | -                  | -                  | -           | -           | -           | 18     | 1      |
| gen.-giu. 2010      | Bologna             | A                   | 17         | 2          | CI              | -               | -               | -                  | -                  | -                  | -           | -           | -           | 18     | 3      |
| 2010-2011           | Bologna             | A                   | 16         | 0          | CI              | 1               | 0               | -                  | -                  | -                  | -           | -           | -           | 17     | 0      |
| Totale Bologna      | Totale Bologna      | Totale Bologna      | 33         | 2          |                 | 1               | 0               |                    | -                  | -                  |             | -           | -           | 34     | 2      |
| 2011-2012           | Empoli              | B                   | 33+2       | 5          | CI              | 2               | 1               | -                  | -                  | -                  | -           | -           | -           | 37     | 6      |
| Totale Empoli       | Totale Empoli       | Totale Empoli       | 275+4      | 29         |                 | 18              | 1               |                    | 0                  | 0                  |             | -           | -           | 297    | 30     |
| 2012-2013           | Pisa                | 1D                  | 25+4       | 2          | CI+CI-LP        | 1+2             | 0               | -                  | -                  | -                  | -           | -           | -           | 32     | 2      |
| Totale carriera     | Totale carriera     | Totale carriera     | 559+8      | 65         |                 | 36              | 1               |                    | 0                  | 0                  |             | -           | -           | 603    | 66     |

### Statistiche da allenatore
Statistiche aggiornate al 14 maggio 2025. In grassetto le competizioni vinte.
| Stagione        | Squadra         | Campionato      | Campionato | Campionato | Campionato | Campionato | Coppe nazionali | Coppe nazionali | Coppe nazionali | Coppe nazionali | Coppe nazionali | Coppe continentali | Coppe continentali | Coppe continentali | Coppe continentali | Coppe continentali | Altre coppe | Altre coppe | Altre coppe | Altre coppe | Altre coppe | Totale | Totale | Totale | Totale | % Vittorie | Piazzamento |
| Stagione        | Squadra         | Comp            | G          | V          | N          | P          | Comp            | G               | V               | N               | P               | Comp               | G                  | V                  | N                  | P                  | Comp        | G           | V           | N           | P           | G      | V      | N      | P      | %          | Piazzamento |
| --------------- | --------------- | --------------- | ---------- | ---------- | ---------- | ---------- | --------------- | --------------- | --------------- | --------------- | --------------- | ------------------ | ------------------ | ------------------ | ------------------ | ------------------ | ----------- | ----------- | ----------- | ----------- | ----------- | ------ | ------ | ------ | ------ | ---------- | ----------- |
| 2023-2024       | Vibonese        | D               | 34+1       | 22         | 6          | 6+1        | CI-D            | 2               | 1               | 1               | 0               | -                  | -                  | -                  | -                  | -                  | -           | -           | -           | -           | -           | 37     | 23     | 7      | 7      | 62,16      | 3º          |
| 2024-2025       | Rimini          | C               | 38+2       | 13         | 14+1       | 11+1       | CI-C            | 8               | 6               | 2               | 0               | -                  | -                  | -                  | -                  | -                  | -           | -           | -           | -           | -           | 48     | 19     | 17     | 12     | 39,58      | 9º          |
| 2025-2026       | Cosenza         | C               | -          | -          | -          | -          | CI-C            | 1               | 0               | 0               | 1               | -                  | -                  | -                  | -                  | -                  | -           | -           | -           | -           | -           | 1      | 0      | 0      | 1      | &0,00      | in carica   |
| Totale carriera | Totale carriera | Totale carriera | 75         | 35         | 21         | 19         |                 | 11              | 7               | 3               | 1               |                    | -                  | -                  | -                  | -                  |             | -           | -           | -           | -           | 86     | 42     | 24     | 20     | 48,84      |             |

## Palmarès

### Giocatore

#### Club

##### Competizioni nazionali
- Campionato italiano di Serie B: 1

Empoli: 2004-2005

### Allenatore

#### Competizioni giovanili
- Campionato Nazionale Under-16: 1

Empoli: 2018-2019
- Campionato Primavera: 1

Empoli: 2020-2021

#### Competizioni nazionali
- Coppa Italia Serie C: 1

Rimini: 2024-2025